# یولیوس لنهارت
جولیوس لنهارت (به انگلیسی: Julius Lenhart) ژیمناست زادهٔ ۲۷ نوامبر ۱۸۷۵ میلادی اهل کشور اتریش است.